# Kernkraftwerk Hope Creek
Das Kernkraftwerk Hope Creek in der Nähe von Lower Alloways Creek Township, Salem County, New Jersey verfügt über einen Siedewasserreaktor. Der Eigentümer und Betreiber ist die PSEG Nuclear LLC. Neben dem Kraftwerk steht das Kernkraftwerk Salem.

## Block 1

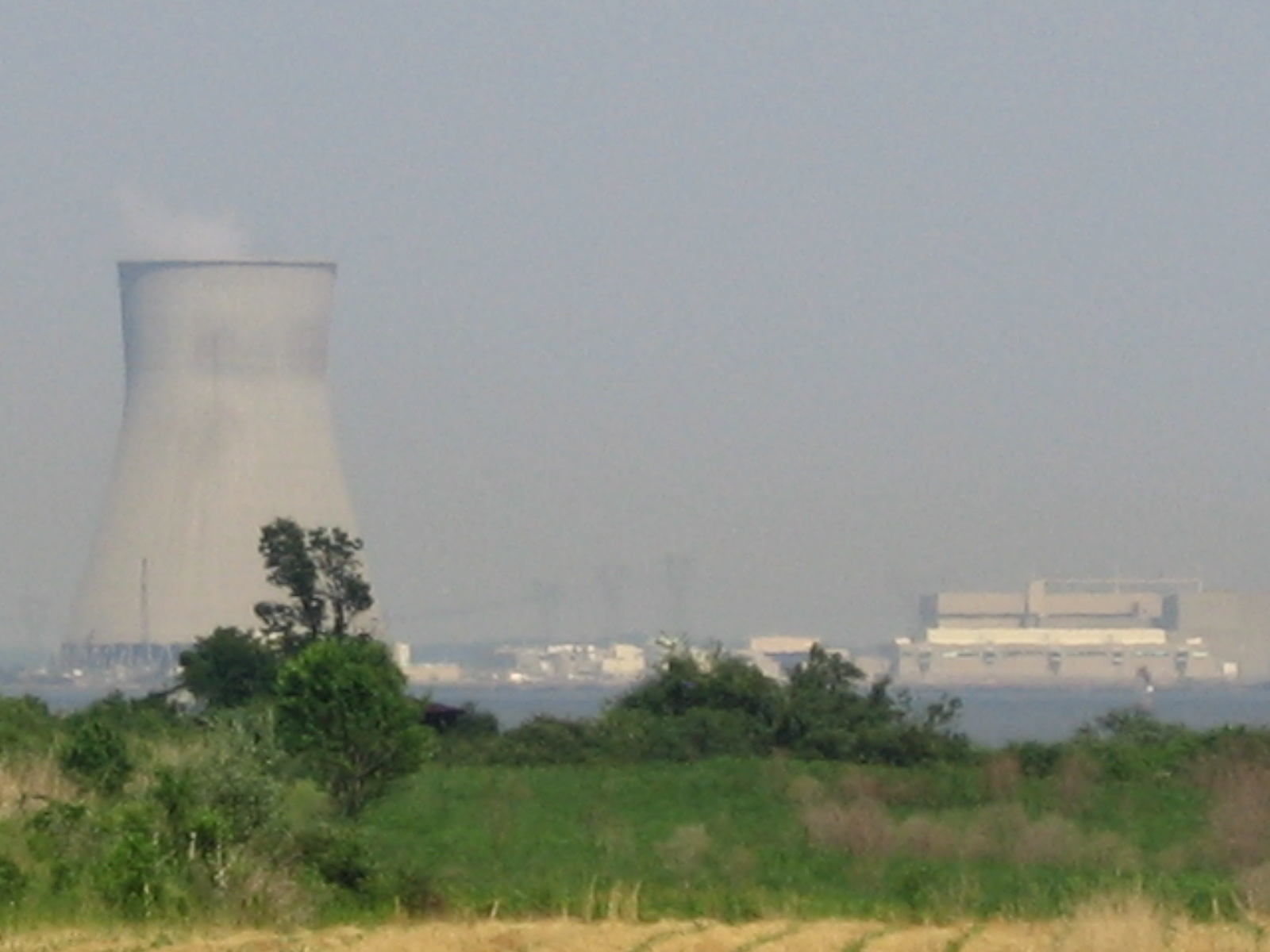
Kernkraftwerk Hope Creek

Block 1 ist ein Siedewasserreaktor von General Electric mit einer elektrischen Nettoleistung von 1059 MWe und einer Bruttoleistung von 1139 MWe. Der Baubeginn beider Blöcke war am 1. März 1976, der Bau von Block 2 wurde am 1. Dezember 1981 abgebrochen, Block 1 wurde am 1. August 1986 erstmals mit dem Stromnetz synchronisiert und ging am 20. Dezember 1986 in den kommerziellen Leistungsbetrieb.
Der Naturzug-Nasskühlturm hat eine Höhe von 165 Metern.
Die ursprünglich erteilte Betriebslizenz wäre am 11. April 2026 abgelaufen, deshalb beantragte der Betreiber am 18. August 2009 bei der Nuclear Regulatory Commission (NRC) eine Verlängerung um 20 Jahre, diese wurde am 20. Juli 2011 genehmigt.

## Vorkommnisse
Nach dem gleichzeitigen Ausfall zweier Reaktorkühlpumpen erfolgte am 5. Oktober 2015 eine Reaktorschnellabschaltung.

## Daten der Reaktorblöcke
Das Kernkraftwerk Hope Creek besteht aus einem in Betrieb befindlichen und einem im Bau eingestellten Block:
| Reaktorblock | Reaktortyp         | Netto- leistung | Brutto- leistung | Baubeginn  | Netzsyn- chronisation | Kommer- zieller Betrieb | Abschal- tung                     |
| ------------ | ------------------ | --------------- | ---------------- | ---------- | --------------------- | ----------------------- | --------------------------------- |
| Hope Creek-1 | Siedewasserreaktor | 1059 MW         | 1139 MW          | 01.03.1976 | 01.08.1986            | 20.12.1986              | 11.04.2026 Ablaufdatum der Lizenz |
| Hope Creek-2 | Siedewasserreaktor | 1067 MW         | 1118 MW          | 01.03.1976 |                       |                         | Bau am 01.12.1981 aufgegeben      |

## Produktion von Cobalt-60
Im Zuge der routinemäßigen Revision und des Austausches der Brennelemente wurde im Jahr 2010 erstmals Cobalt in den Reaktorkern eingefügt. Durch Neutronenaktivierung wird aus dem einzigen natürlich vorkommenden Isotop 59Co das Radionuklid Cobalt-60. Cobalt-60 ist eine wichtige Quelle für Gammastrahlung und hat daher vielfältige Anwendungen in der Medizin, zur Sterilisierung sowie in Industrie und Forschung.